# عبد الله زليخ
عبد الله زليخ (23 سبتمبر 1984) لاعب كرة قدم بحريني يلعب حاليا لصالح نادي الدرجة الأولى الأهلي البحريني في مركز المهاجم من 2002.

## الإنجازات
- الدرجة الأولى (1): 2010
- كأس ملك البحرين (1): 2003
- كأس الاتحاد البحريني (2): 2007، 2016